# Nosákov
Nosákov je vesnice v okrese Benešov, součást obce Jankov. Nachází se 3 km jihovýchodně od Jankova.

## Historie
První písemná zmínka o vesnici pochází z roku 1318.
Nosákov dostal jméno od svého zakladatele Nosáka. Na východním okraji osady na návrší bývalo již ve 13. století sídlo vladyků z Nosákova. Roku 1426 ho koupil Mikeš z Nosákova od Rynarta Odlochovice a pak sídlil na tamní tvrzi. Počátkem 16. století patřila část osady k Voticím. Větší část Nosákova však patřila ke statku a tvrzi Háj u Hojšína a od roku 1538 k Neustupovu. Později patřilo 11 čísel k Neustupovu, 4 čísla k Odlochovicím a jeden statek k Vlčkovicím. V roce 1890 zde žilo 130 obyvatel, v roce 1980 již jen 47.

## Další fotografie

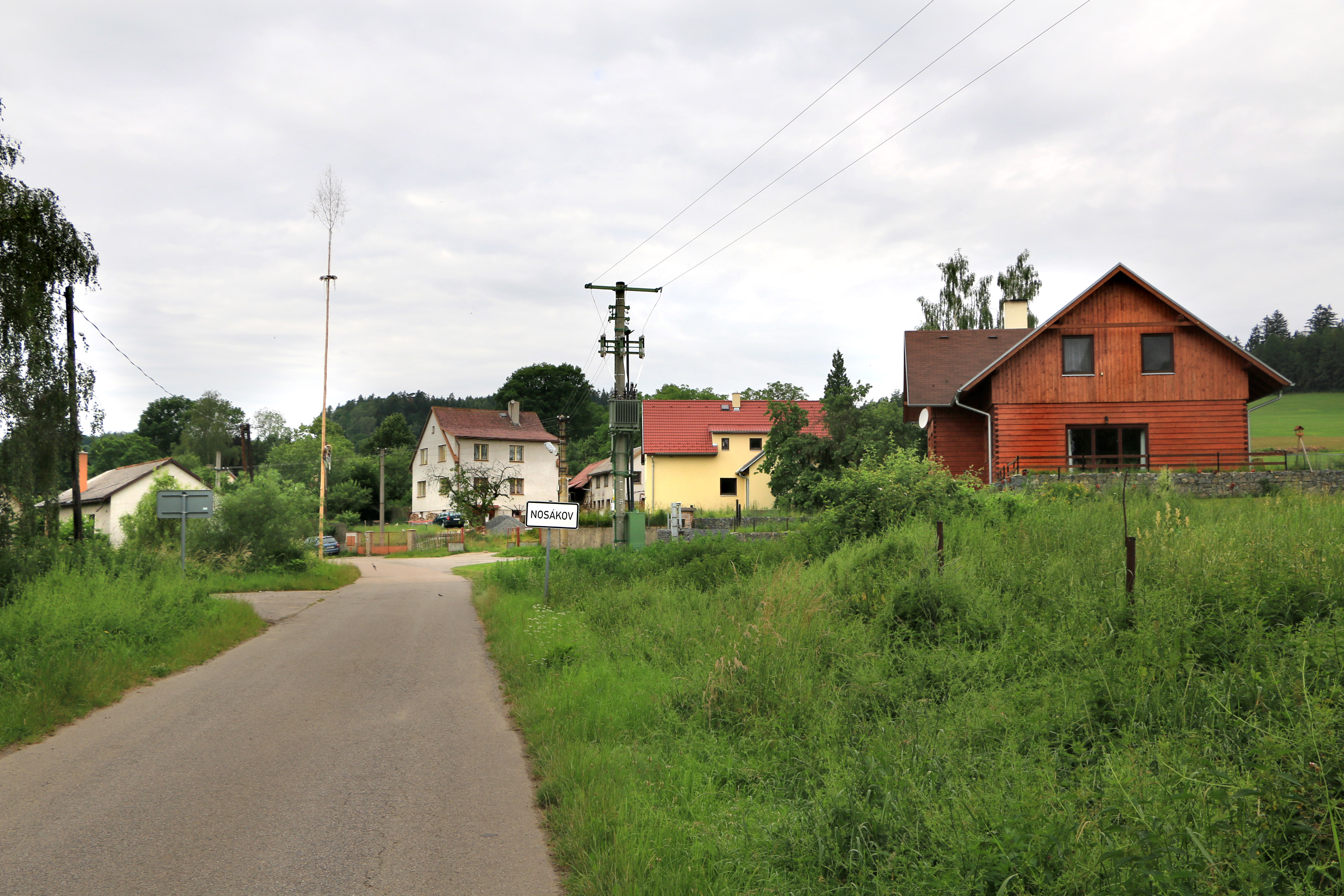
Příjezd ke vsi
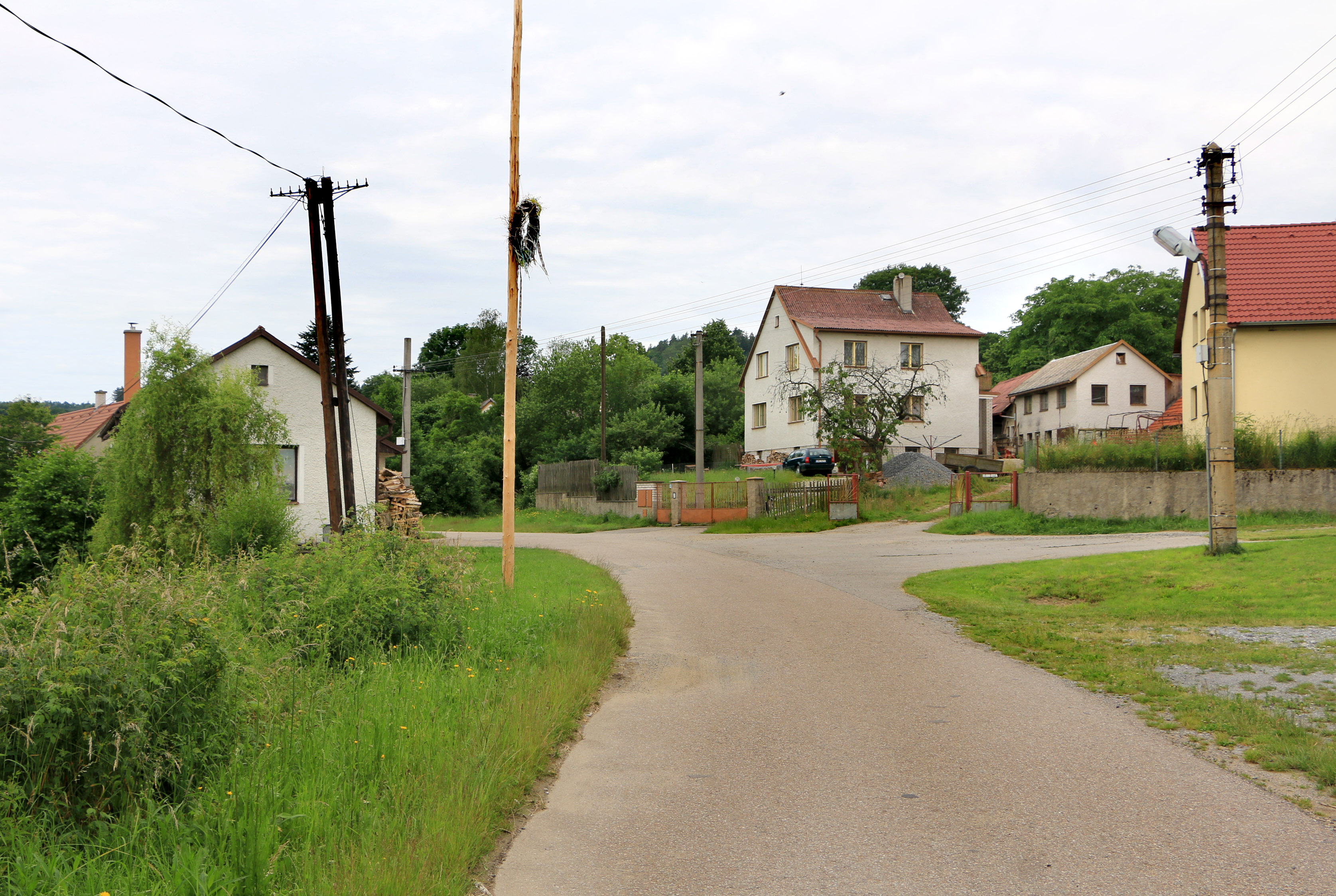
Náves
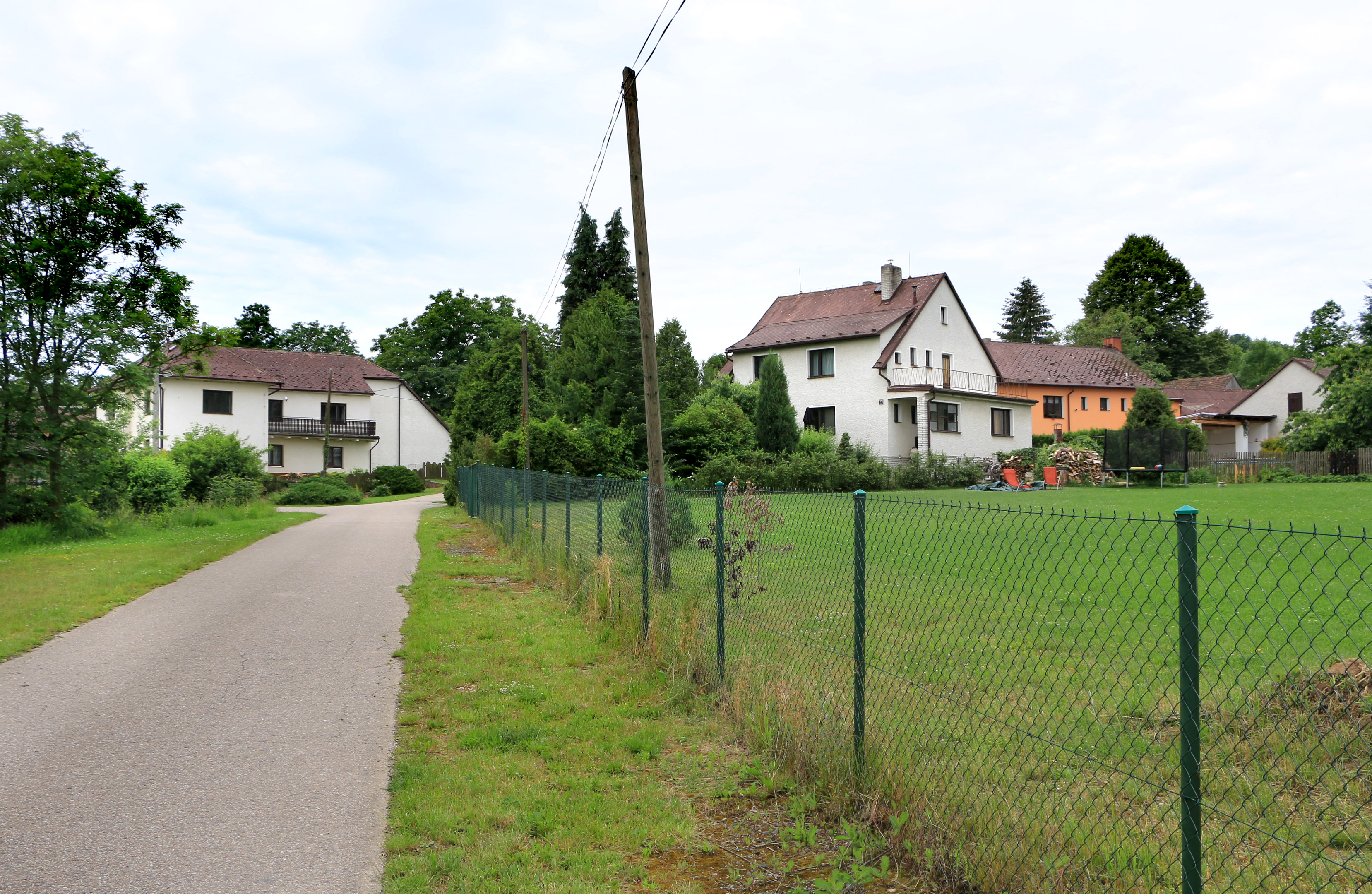
Západní část vsi
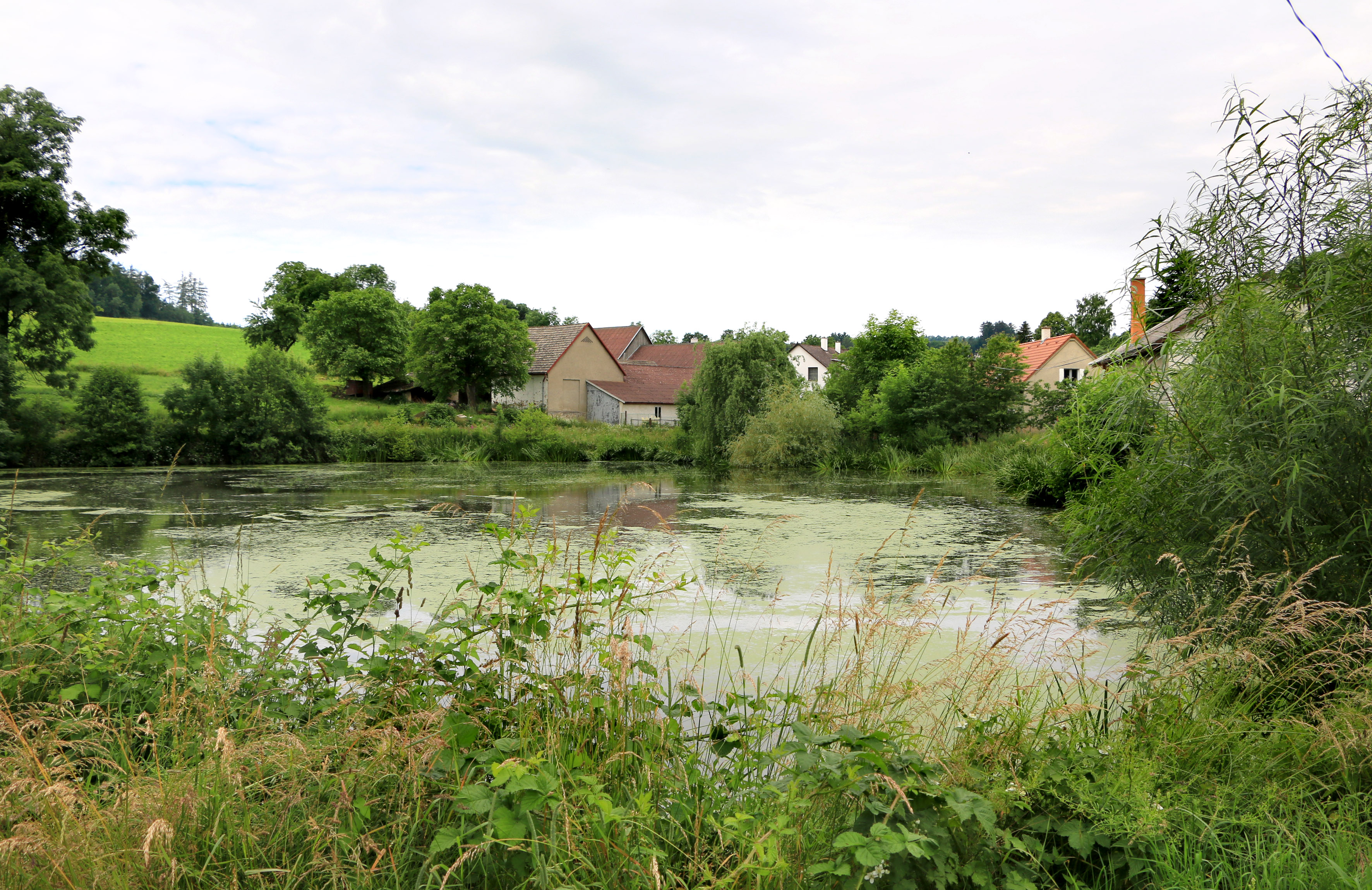
Rybník Návesák